# Massomuck
Massomuck, jedna od nekadašnjih skupina Nipmuc Indijanaca s juga današnjeg Massachusettsa i susjednog dijela Connecticuta. kako Nipmuci nisu bili politički ujednnjeni nego su se pojedina samostalna sela i lokalne skupine, udruživale s jačim susjedima. Massomucki su prema Sultzmanu bili prije 1637 podložni Pequotima
Hodge ovo ime navodi kao jednu od “bandi” Nipmuca, i indijansku zemlju na jugu Massachusettsa u blizini Wabaquasseta, možda identičnu Mashamoquetom, Trumbullovim imenom za predjel i manji pritok rijeke Quinebaug u Connecticutu. 
Sultzman kaže da su Massomuck bili jedna od 'bandi' Nipmuca, a po njemu to je i ime je selu čiji su ostali nazivi Wabaquasset, Wappaquasset i Wabiquisset. Massomuck je 1674. i 1680. na popisu sela pokrštenih Indfijanaca.